# Les Bordes (Bóixols)

Les Bordes, respecte del terme d'Abella de la Conca

Les Bordes és una partida rural del terme municipal d'Abella de la Conca, a la comarca del Pallars Jussà, en territori del poble de Bóixols.
Està situada a l'extrem nord-est del terme, al sud-oest de la masia de la Xosa, a la dreta del riu de Pujals i al costat sud de la carretera L-511 en el punt quilomètric 19.
Comprèn les parcel·les 113, 116, 124, 126 a 128, 134, 135 a 137, 139, 146, 163 a 169 del polígon 3 d'Abella de la Conca, i consta de 32,5416 hectàrees amb zones de pineda apta per a extreure'n fusta, conreus de secà i pastures.

## Etimologia
El nom d'aquesta partida prové de les bordes que hi havia en aquell lloc. Es tracta, doncs, d'un topònim romànic modern, de caràcter descriptiu.